# Quercus stenophylloides
Quercus stenophylla là một loài thực vật có hoa trong họ Cử. Loài này được Hayata miêu tả khoa học đầu tiên năm 1914.